# Mawdud ibn Masud
Abu-l-Fat·h Mawdud ibn Massud, també conegut pels làqabs Xihab-ad-Din wa-d-Dawla i Qutb-al-Mil·la, (vers 1011-1048) fou sultà gaznèvida del 1041 a l'hivern del 1048 al 1049.
Era fill de Masud I ibn Mahmud (1030-1040). Durant el regnat del seu pare va estar estretament associat a les activitats paternes, especialment militars. No l'acompanyava el 1040 quan que després de creuar l'Indus en direcció a Marikala (moderna Marigala, situada en un pas en les muntanyes entre Attock i Rawalpindi) i a Lahore, fou deposat per l'exèrcit (desembre de 1040) i els amir van proclamar al seu germà Abu Ahmad Muhammad ibn Mahmud, oncle ceg de Mawdud. Ahmad, el fill de Muhammad, el més actiu, va ordenar l'assassinat de Masud a la fortalesa de Girf el gener del 1041.
Mawdud mentre estava a Balkh amb l'exèrcit que combatia als seljúcides. Al tenir notícies de l'enderrocament del seu pare va sortir de Balkh i es va assegurar el control de Gazni (segurament el gener del 1041). Llavors es va dirigir a l'est mentre l'exèrcit del seu pare ja estava de retorn; els dos bàndols es van trobar prop de Jalalabad (Nangarhar) i van lliurar l'anomenada batalla de Nangarhar on Mawdud va aconseguir una gran victòria (març de 1041). Muhammad, el seu fill Ahmad i els altres fills (menys un) foren executats junt amb diversos emirs turcs i tadjiks. Al lloc de la victòria fou fundada en record la població de Fathabad.
Un germà petit de Mawdud, Madjdud ibn Masud, es va revoltar a Multan però va morir al cap de poc en circumstàncies misterioses, el que va assegurar el poder de Mawdud. No obstant a l'Índia diversos prínceps sotmesos van recuperar de fet la independència.
A causa de les dificultats amb els seljúcides al Khorasan, va demanar ajut als karakhànides de Transoxiana, amb el suport dels quals va enviar al hadjib Artigin a envair el Tukharistan (Balkh), però fou rebutjat per Alp Arslan (fill de Çağrı Beg Dawud i nebot de Toghril Beg I) el 1042, i es va perdre Balkh. Artigin fou decapitat com a càstig.
Els indis van reconquerir Hansi, Thanesar i la fortalesa de Nagarkot o Kangra (vers 1043), però Mawdud va poder conservar Lahore després que les seves tropes rebutgessin un setge de tres rages hindús que va durar set mesos (1043-1044) tot i no haver rebut cap ajut del sultà.
Mawdud va enviar emisaris al Sistan per mantenir l'adhesió dels saffàrides però l'emir local Abu l-Fadl Nasr ibn Ahmad va mantenir un equilibri entre gaznèvides i seljúcides (1044) declarant-se pel més fort en cada moment. El 1044 grups turcmans seljúcides van entrar profundament a territori de Gazni i van arribar fins a la regió de Kandahar ocupant Bust i Rubat-i Amir al Zamindawar i segurament altres llocs, avançant en direcció a Gazni. Mawdud va enviar contra els seljúcides al general Amir Toghrul Beg que va poder derrotar els seljúcides abans d'arribar a Gazni però poc després (1045) va participar en un complot que fou avortat i va fugir a Peshawar. A Ghur hi havia dos dinasties locals de maliks (els shittanis i els shansabànides, oficialment els darrers amb títol de kasim amir al-muminin, i els altres amb títol de pahlawani) que es van fer temporalment independents aprofitant aquesta guerra del seu sobirà amb els seljúcides.
Mawdud va enviar contra els seljúcides al general Basitigin que va fer aliança amb un dels senyor de Ghur, Yahya, i en va atacar un altre, Abu Ali, al qual va conquerir la principal fortalesa de la zona. Una vegada controlada la situació Basitigin va fer executar als dos maliks (1046) i després va anar contra els seljúcides que estaven dirigides per Bahram Niyal, que foren derrotats a Bust. Llavors es va revoltar la regió de Kusdar, però la rebel·lió fou dominada el 1047 per Basitigin. L'emir saffàrida que el 1044 s'havia declarat vassall seljúcida li va fer homenatge altre cop el 1047. El 1048 el general Basitigin va conquerir Bamiyan.
Mawdud estava intentant organitzar una gran coalició de prínceps oposats al seljúcides a Transoxiana i Pèrsia; finalment va marxar (per primera vegada) en persona contra el seljúcides, però es va posar malalt i va retornar al poc de sortir; va morir de malaltia, probablement el 29 desembre de 1048. El va succeir el seu fill Masud II ibn Mawdud.